# 20 декабря
20 декабря — 354-й день года (355-й в високосные годы) по григорианскому календарю.
До конца года остаётся 11 дней.
До 15 октября 1582 года — 20 декабря по юлианскому календарю, с 15 октября 1582 года — 20 декабря по григорианскому календарю.
В XX и XXI веках соответствует 7 декабря по юлианскому календарю.

## Праздники и памятные дни
См. также: Категория:Праздники 20 декабря

### Международные
- Международный день солидарности людей

### Национальные
- Панама — День траура

### Региональные
- Макао — День Основания

### Профессиональные
- Армения — День сотрудников органов государственной и национальной безопасности
- Беларусь — День сотрудников органов государственной и национальной безопасности
- Кыргызстан — День сотрудников органов государственной и национальной безопасности
- Россия — День работника органов безопасности Российской Федерации

### Религиозные
Православие
- Память святителя Амвросия, епископа Медиоланского (397);
- память преподобного Нила Столобенского (1554);
- память преподобного Антония Сийского, иеромонаха (1556);
- память преподобного Иоанна, постника Печерского, в Ближних пещерах (XII в.);
- память преподобномученика Афинодора Месопотамского (ок. 304)[4];
- память преподобного Павла Послушливого (Повинника)[4];
- память мученицы Филофеи Румынской (1060);
- память преподобномучеников Сергия (Гальковского), иеромонаха, Андроника (Барсукова), иеродиакона (1917);
- память священномученика Антония Попова, пресвитера (1918);
- память священномучеников Сергия Голощапова, Михаила Успенского, Сергия Успенского, пресвитеров, Никифора Литвинова, диакона, преподобномучеников Галактиона (Урбановича-Новикова) и Гурия (Самойлова), иеромонахов, мученика Иоанна Демидова (1937);
- память священномучеников Петра Крестова и Василия Мирожина, пресвитеров (1941);
- празднование в честь Селигерской (Владимирской) иконы Божией Матери;
- память Святителя Даниила II, архиепископа Сербского (1338)

## События

### До XIX века
- 1408 — хан Едигей отступил от стен Москвы. Окончание последнего крупного набега на Русь.
- 1522 — завершилась осада Родоса османскими войсками. Рыцари-госпитальеры сдали крепость.
- 1792 — открыто почтовое сообщение между США и Канадой.

### XIX век
- 1828 — Канада установила дипломатические отношения с Россией.
- 1847 — английский фрегат Avenger[англ.] потерпел крушение возле побережья Африки. Погиб 191 человек.
- 1860 — Южная Каролина вышла из Американского Союза и вступила в Конфедерацию.
- 1879 — Томас Альва Эдисон провёл демонстрацию работы лампы накаливания[источник не указан 971 день].
- 1880 — стычка у Бронкхорстспруита, одно из первых столкновений первой англо-бурской войны.
- 1883 — на Ниагаре открыт первый консольный мост между США и Канадой.
- 1892 — инженеры Александр Браун и Джордж Стиллман из американского городка Сиракузы (штат Нью-Йорк) получили первый патент на пневматические автомобильные шины.

### XX век
- 1917 — образована Всероссийская чрезвычайная комиссия (ВЧК) по борьбе с контрреволюцией и саботажем.
- 1924 — Адольф Гитлер, приговорённый за государственную измену к 5 годам заключения, освобождён из Ландсбергской тюрьмы после девяти месяцев заточения.
- 1934 — образована Мордовская АССР.
- 1938 — в СССР введены трудовые книжки.
- 1939 — в СССР учреждены Сталинские премии (просуществовали до 1954 года)[5].
- 1946
  - Землетрясение в разломе Нанкай, более 1300 погибших в Японии.
  - Премьера фильма «Эта замечательная жизнь» режиссёра Фрэнка Капры в театре «Глобус» в Нью-Йорке.
- 1952 — Катастрофа C-124 на окраине Мозес-Лейка в штате Вашингтон; на тот момент крупнейшая в мире по числу погибших.
- 1955 — Кардифф официально стал столицей Уэльса.
- 1963 — впервые для жителей Западного Берлина разрешён проход через Берлинскую стену для однодневного посещения родственников в ГДР.
- 1973 — боевики ЭТА убили в Мадриде премьер-министра Испании Луиса Карреро Бланко.
- 1974 — Временный военно-административный совет провозгласил Эфиопию социалистическим государством.
- 1987 — после столкновения с танкером «Вектор» недалеко от острова Мариндуке затонул паром «Донья Пас», погибли 4375 человек.
- 1989 — операция «Just Cause»: американские войска начинают вторжение в Панаму с целью возвращения влияния в регионе.
- 1991 — встреча президента России и папы римского в Ватикане.
- 1995
  - Катастрофа Boeing 757 под Кали, 159 погибших.
  - Авария Boeing 747 в Нью-Йорке.
- 1996 — компания Apple Computer объявила о намерении приобрести NeXT для разработки Mac OS X.
- 1999 — Португалия передала остров Макао Китаю.
- 2000 — парламент Великобритании одобрил клонирование, но исключительно в медицинских целях.

### XXI век
- 2008
  - В Санкт-Петербурге открылась первая станция Фрунзенско-Приморской линии метрополитена — «Волковская».
  - При взлёте из аэропорта Денвера произошла авария самолёта Boeing 737-500 компании Continental Airlines.
- 2013 — из заключения в России освобождён Михаил Ходорковский.
- 2019 — Пентагон по инициативе президента Трампа активировал Космические силы США.
- 2024 — наезд на толпу на рождественской ярмарке в Магдебурге, 5 погибших, более 200 пострадавших.

## Родились
См. также: Категория:Родившиеся 20 декабря

### До XIX века
- 1629 — Питер де Хох (ум. 1684), голландский художник.
- 1738 — Клодион (наст. имя Клод Мишель; ум. 1814), французский скульптор.

### XIX век
- 1830 — Эдуард Карл Август Рим (ум. 1888), немецкий протестантский теолог, профессор богословия в Университете Галле[6].
- 1836 — Альфред Грандидье (ум. 1921), французский путешественник и натуралист.
- 1841 — Фердинанд Бюиссон (ум. 1932), французский пацифист, лауреат Нобелевской премии мира (1927).
- 1862 — Андрей Зайончковский (ум. 1926), русский генерал, командующий русской Добружанской армией (1916), военный теоретик, историк.
- 1868
  - Николай Богданов-Бельский (ум. 1945), русский художник-передвижник, академик живописи.
  - Гарви Самуэл Файрстоун (ум. 1938), американский бизнесмен, основатель компании по производству шин Firestone.
- 1873 — Мехмет Акиф Эрсой (ум. 1936), турецкий писатель и поэт, автор слов государственного гимна Турции.
- 1874 — Фредерик Стип (ум. 1956), канадский футболист, олимпийский чемпион (1904).
- 1878 — Александр Моравов (ум. 1951), русский советский художник-передвижник, академик АХ СССР.
- 1883 — Владимир Хенкин (ум. 1953), актёр, народный артист РСФСР.
- 1890 — Ярослав Гейровский (ум. 1967), чешский химик, создатель полярографии, нобелевский лауреат (1959).
- 1891 — монахиня Мария (в миру Елизавета Скобцова; казнена в 1945), русская поэтесса, мемуаристка, публицист, общественный деятель, участница французского Сопротивления.
- 1898 — Айрин Данн (ум. 1990), американская актриса театра и кино.
- 1899 — Финн Ронне (ум. 1980), норвежско-американский полярный исследователь.

### XX век
- 1901 — Роберт Ван де Грааф (ум. 1967), американский физик, изобретатель электростатического генератора.
- 1903 — Анна Гагарина (ум. 1984), мать первого космонавта Юрия Гагарина.
- 1904
  - Евгения Гинзбург (ум. 1977), советская писательница, мать Василия Аксёнова.
  - Владимир Лёвшин (при рожд. Манасевич; ум. 1984), советский детский писатель.
  - Константин Сокольский (наст. фамилия Кудрявцев; ум. 1991), латвийский советский певец, педагог.
  - Виктор Эйсымонт (ум.1964), кинорежиссёр, заслуженный деятель искусств РСФСР.
- 1905
  - Галина Серебрякова (ум 1980), русская советская писательница и журналистка.
  - Евгений Шмидт (ум. 1985), советский невролог, директор Института неврологии АМН СССР.
- 1915 — Гулям Алиев (ум. 2009), советский и таджикский учёный-животновод, академик, политик, государственный деятель.
- 1921 — Джордж Рой Хилл (ум. 2002), американский актёр, режиссёр, обладатель «Оскара».
- 1922 — Рубен Агамирзян (ум. 1991), актёр, театральный режиссёр и педагог, народный артист СССР.
- 1926 — граф Отто Ламбсдорф (ум. 2009), председатель СДПГ (1988—1993), министр экономики ФРГ (1977—1982, 1982—1984).
- 1927 — Ким Ён Сам (ум. 2015), 7-й президент Республики Кореи (1993—1998).
- 1929 — Селим Хосс (ум. 2024), ливанский политик, премьер-министр Ливана (1976—1980, 1987—1990, 1998—2000), и.о. президента Ливана (1989).
- 1933 — Рик Ван Лой (ум. 2024), бельгийский шоссейный и трековый велогонщик, дважды чемпион мира (1960, 1961), олимпийский чемпион (1952) в командной гонке.
- 1940 — Тельман Гдлян, советский следователь по особо важным делам, позднее общественный и государственный деятель.
- 1942 — Одд Мартинсен, норвежский лыжник, олимпийский чемпион (1968), чемпион мира.
- 1945 — Питер Крисс (наст. имя Джордж Питер Джон Крискуола), американский музыкант, ударник рок-группы «Kiss».
- 1946 — Ури Геллер, израильский иллюзионист, менталист, мистификатор.
- 1947 — Малкольм Купер (ум. 2001), британский стрелок из винтовки, двукратный олимпийский чемпион.
- 1948 — Алан Парсонс, английский музыкант-мультиинструменталист, звукорежиссёр, продюсер.
- 1960 — Ким Ки Дук (ум. 2020), корейский кинорежиссёр.
- 1963 — Елена, испанская инфанта, старшая дочь короля Хуана Карлоса I.
- 1966 — Элен Ролле, французская актриса кино и телевидения («Элен и ребята» и др.), певица.
- 1967 — Дмитрий Быков, российский писатель, журналист, критик, теле- и радиоведущий.
- 1969 — Кэндзи Огивара, японский двоеборец, двукратный олимпийский чемпион.
- 1970
  - Трэвис Грин, канадский хоккеист, чемпион мира.
  - Эдуар Монтут, французский актёр театра и кино.
  - Тодд Филлипс, американский кинорежиссёр, продюсер и сценарист, обладатель «Золотого Льва» Венецианского кинофестиваля, номинант на премию «Оскар».
- 1974
  - Пьетро Пиллер Коттрер, итальянский лыжник, олимпийский чемпион (2006), чемпион мира.
  - Василий Слипак (убит в 2016), украинский оперный певец, солист Парижской национальной оперы
- 1975 — Андрей Турчак, российский государственный и политический деятель, губернатор Псковской области, первый заместитель председателя Совета Федерации Федерального собрания Российской Федерации, врио главы Республики Алтай.
- 1978
  - Андрей Марков, российский хоккеист, чемпион мира (2008).
  - Жереми Нжитап, камерунский футболист, олимпийский чемпион (2000), двукратный победитель Лиги чемпионов УЕФА.
- 1980
  - Эшли Коул, английский футболист.
  - Мартин Демичелис, аргентинский футболист, призёр чемпионата мира (2014)
- 1982 — Ирина Забияка, российская певица, солистка группы «Чили».
- 1983 — Джона Хилл, американский актёр, продюсер, сценарист и режиссёр.
- 1985 — Елизавета Боярская, российская актриса театра и кино.
- 1988 — Дениз Херрман, немецкая лыжница и биатлонистка, призёр Олимпийских игр по лыжным гонкам и олимпийская чемпионка по биатлону.
- 1991
  - Жоржиньо (наст. имя Жорже Луиз Фрелло Фильо), итальянский футболист бразильского происхождения, чемпион Европы (2020).
  - Фабиан Шер, швейцарский футболист.
- 1993
  - Яна Егорян, российская фехтовальщица, двукратная олимпийская чемпионка (2016).
  - Робейси Рамирес, кубинский боксёр, двукратный олимпийский чемпион (2012, 2016).
- 1996 — Хейли Рид, американская порноактриса.
- 1997 — Де’Аарон Фокс, американский баскетболист.
- 1998 — Килиан Мбаппе Лоттен, французский футболист камерунского происхождения, чемпион мира (2018).

## Скончались
См. также: Категория:Умершие 20 декабря

### До XIX века
- 1355 — Стефан Урош IV Душан (p. 1308), сербский король (1331−1346).
- 1722 — Канси (р. 1654), четвёртый китайский император из маньчжурской династии Цин (1661—1722).
- 1774 — Пол Уайтхед (р. 1710), английский поэт-сатирик.

### XIX век
- 1849 — Уильям Миллер (р. 1782), американский общественный деятель, христианский проповедник, основатель адвентизма.
- 1857 — Василий Перовский (р. 1795), российский государственный деятель и военачальник, генерал от кавалерии.
- 1866 — Илья Буяльский (р. 1789), российский придворный хирург и анатом, бальзамировщик высочайших особ.
- 1868 — Нестор Кукольник (р. 1809), русский писатель-прозаик, поэт, переводчик и драматург, автор текстов романсов.
- 1875 — Михаил Погодин (р. 1800), русский историк, журналист и публицист, писатель, издатель.

### XX век
- 1906 — Максимильян фон дер Гольц (р. 1836), немецкий адмирал, участник франко-прусской войны.
- 1917 — погиб Эрик Кэмпбелл (р. 1879), американский и британский киноактёр, комик, знаменитый «Голиаф» Чаплина.
- 1921 — Юлиус Рихард Петри (р. 1852), немецкий микробиолог, ассистент Роберта Коха.
- 1934 — Николай Марр (р. 1879), российский и советский востоковед, академик, создатель «нового учения о языке».
- 1937
  - Эрих Людендорф (р. 1865), немецкий военный и политический деятель, один из организаторов Мюнхенского и Капповского путчей.
  - расстрелян Степан Некрашевич (р. 1883), белорусский учёный-языковед и общественный деятель.
- 1941 — Игорь Северянин (наст. фамилия Лотарёв; р. 1887), русский поэт «Серебряного века».
- 1943 — Юрий Тынянов (р. 1894), русский советский прозаик, драматург, сценарист, переводчик, литературовед и критик.
- 1951 — Сергей Огнёв (р. 1886), русский советский зоолог.
- 1958 — Фёдор Гладков (р. 1883), русский советский писатель, журналист, военный корреспондент, педагог.
- 1964 — Александр Чижевский (р. 1897), советский учёный-биофизик, основоположник гелиобиологии.
- 1966 — Матвей Манизер (р. 1891), скульптор-монументалист, вице-президент АН СССР (с 1947), народный художник СССР.
- 1968
  - Макс Брод (р. 1884), немецкоязычный чешский и израильский писатель, философ, драматург, журналист, критик.
  - Джон Стейнбек (р. 1902), американский писатель-прозаик.
- 1973 — Бобби Дарен (при рожд. Уолден Роберт Кассотто; р. 1936), американский певец, гитарист и актёр.
- 1978 — Дмитрий Покрасс (р. 1899), композитор, дирижёр и пианист, народный артист СССР.
- 1982 — Артур Рубинштейн (р. 1887), польский и американский пианист, музыкально-общественный деятель.
- 1984 — Дмитрий Устинов (р. 1908), советский военный и государственный деятель, Маршал Советского Союза, Герой Советского Союза.
- 1989
  - Курт Бёме (р. 1908), немецкий оперный певец (бас).
  - Нина Кондратова (р. 1922), советская телеведущая, заслуженная артистка РСФСР.
- 1990 — Григорий Речкалов (р. 1918 или 1920), генерал-майор авиации, дважды Герой Советского Союза.
- 1996
  - Амата Кабуа (р. 1928), первый президент Маршалловых Островов (1979—1996).
  - Карл Саган (р. 1934), американский астроном и астрофизик, популяризатор науки.
- 1997 — погиб Дзюдзо Итами (р. 1933), японский кинорежиссёр, сценарист, актёр, эссеист.
- 1998 — сэр Алан Ходжкин (р. 1914), британский нейрофизиолог и биофизик, лауреат Нобелевской премии по физиологии или медицине (1963).
- 1999 — Сергей Наговицын (р. 1968), российский автор-исполнитель песен в жанре русский шансон.

### XXI век
- 2002 — Гроут Ребер (р. 1911), американский астроном-любитель, один из основоположников радиоастрономии.
- 2008 — Ольга Лепешинская (р. 1916), балерина, балетный педагог, народная артистка СССР.
- 2009
  - Бриттани Мерфи (р. 1977), американская актриса и певица.
  - Леонид Ниценко (р. 1944), актёр театра и кино, режиссёр, заслуженный артист РСФСР.
- 2012 — Виктор Мержанов (р. 1919), пианист, профессор Московской консерватории, народный артист СССР.
- 2013 — Пётр Болотников (р. 1930), советский бегун на длинные дистанции, чемпион Европы (1962) и Олимпийских игр (1960).
- 2016 — Мишель Морган (урожд. Симона Рене Руссель; р. 1920), французская актриса театра и кино, лауреат премии «Сезар».
- 2020 — Георгий Кавтарадзе (р. 1940), советский и грузинский актёр и режиссёр театра и кино, сценарист.
- 2023 — Валерий Сауткин (р. 1943), известный советский и российский поэт-песенник.

## Народный календарь
День Амвросия.
- Этот день подводил черту зимним праздникам года: «Пришёл Амвросий — праздники отбросил».
- Девушки принимались за шитьё на грядущее житьё. «Красная шелчинка по серебряному полю снуёт — девка на житьё шьёт»[7]